# Hope Sandoval
Hope Sandoval (Los Angeles, 24. lipnja 1966.) američka je kantautorica poznata kao glavna pjevačica skupina Mazzy Star i Hope Sandoval & the Warm Inventions. Sandoval je odlazila na turneje i surađivala i s drugim glazbenim sastavima, među kojima je Massive Attack, za koji je pjevala pjesmu "Paradise Circus" na njegovu albumu Heligoland iz 2010. i singlu "The Spoils" iz 2016.

## Rani život
Sandoval je rođena 24. lipnja 1966. u Los Angelesu; njezini su roditelji Amerikanci meksičkog podrijetla. Odrasla je u istočnom Los Angelesu. Njezin je otac bio mesar, a njezina je majka radila u tvornici čipsa. Njezini su roditelji uz nju dobili i još jedno dijete, a Sandoval usto ima sedmero polubraće i polusestara. Njezini su se roditelji rastavili dok je bila dijete, a odgojila ju je njezina majka.
Pohađala je srednju školu Mark Keppel High School u Alhambri, no s teškoćom se uklapala u društvo i prilagođavala školskom sustavu, zbog čega je premještena u razred za posebno obrazovanje. Počela je markirati i ostajati kod kuće da bi slušala albume. Izjavila je: "Tako je i s bilo kojom drugom osobom – neki ljudi, većina ljudi ne želi ići u školu. Jednostavno ne žele. [...] Samo sam netko kome je to pošlo za rukom... Nitko me zapravo nije promatrao." Naposljetku je odustala od školovanja.
Sandoval se u djetinjstvu počela zanimati za glazbu, a kad je navršila 13 godina, na nju je posebno utjecao sastav The Rolling Stones. Godine 1986. osnovala je duo narodne glazbe Going Home sa Sylvijom Gomez i poslala je demo-snimku Davidu Robacku. Roback je kontaktirao s njih dvije i ponudio im se kao gitarist. Pjesme koje su zajedno snimili još nisu objavljene.

## Karijera

### Opal i Mazzy Star (1988. – 1996.)
Sandoval je krajem osamdesetih godina 20. stoljeća nastupala u sklopu sastava Opal s Davidom Robackom i njegovom dugogodišnjom suradnicom Kendrom Smith. Nakon Kendrina nagla odlaska iz grupe tijekom turneje po Ujedinjenom Kraljevstvu (tijekom koje je na koncertu u Hammersmithu svoju gitaru bacila na tlo) Sandoval je postala glavna pjevačica. Na kraju turneje Roback i Sandoval počeli su zajedno pisati nove pjesme i osnovali su Mazzy Star, skupinu alternativnog rocka.
Prvi album Mazzy Stara, She Hangs Brightly, objavljen je 1990. Iako nije bio uspješan na tržištu, radiopostaje specijalizirane za alternativni rock često su reproducirale pjesme s tog uratka. Pjesma "Fade into You", objavljena s drugog albuma sastava So Tonight That I Might See u listopadu 1993., postala je iznenadna uspješnica godinu dana nakon objave. Godine 1996. objavljen je treći studijski album, Among My Swan. Godinu dana poslije Mazzy Star privremeno je prestao postojati.

### Hope Sandoval and the Warm Inventions (2000. – 2010.)
Sandoval je 2000. osnovala skupinu The Warm Inventions i s njom 2001. objavila studijski album Bavarian Fruit Bread; u snimanju uratka sudjelovao je i bubnjar My Bloody Valentinea Colm Ó Cíosóig. Bavarian Fruit Bread razlikuje se od njezina rada s Mazzy Starom tematski, glasovno i instrumentalno. Bert Jansch svira gitaru na dvjema pjesmama, a na albumu se nalaze i dvije obrade: "Butterfly Mornings", koja se izvorno pojavila u filmu Balada o Cable Hogueu (iz 1970.), i "Drop" Jesus and Mary Chaina. The Warm Inventions objavio je dva EP-a – At the Doorway Again (iz 2000.) i Suzanne (iz 2002.) – no nije bio uspješan na tržištu; pjesme sastava rijetko su se reproducirale na radiopostajama, a grupa je snimila samo jedan spot za MTV. Sandoval je potom snimila pjesmu "Wild Roses" za kompilaciju Air Francea In the Air (iz 2008.).
Drugi je studijski albuma, Through the Devil Softly, skupina objavila 29. rujna 2009.
Matt Groening zatražio je Sandoval i njezin sastav da u svibnju 2010. u engleskom gradu Mineheadu nastupe na All Tomorrow's Partiesu, glazbenom festivalu čiji je Groening bio kustos. Skupina je u rujnu iste godine na molbu filmskog redatelja Jima Jarmuscha nastupila i na istoimenom festivalu u Monticellu, New Yorku.

### Ponovno okupljanje Mazzy Stara (2010. – 2014.)
Godine 2009. Sandoval je u intervjuu s Rolling Stoneom potvrdila da Mazzy Star i dalje postoji: "Istina je da smo i dalje zajedno. Skoro smo gotovi [s albumom]. Ali ne znam što to znači." U listopadu 2011. sastav je objavio singl "Common Burn"/"Lay Myself Down", svoj prvi uradak nakon 15 godina neaktivnosti. Mazzy Star izjavio je da planira objaviti novi album 2012. U srpnju 2013. pjesma "California" objavljena je kao prvi singl s nadolazećeg albuma. Sam je album, Seasons of Your Day, objavljen u rujnu 2013.

### Povratak samostalnim projektima (2016. – danas)
Dana 9. ožujka 2016. potvrđeno je da će Hope Sandoval & The Warm Inventions na Dan prodavaonica albuma te godine objaviti singl "Isn't It True" na sedmoinčnoj gramofonskoj ploči. Na singlu se pojavljuje i Jim Putnam iz skupine Radar Bros. Glazbeni spot za pjesmu objavljen je 19. travnja i posvećen je Richieju Leeju iz Acetonea. Treći studijski album The Warm Inventionsa, Until the Hunter, nezavisna je diskografska kuća sastava pod imenom Tendril Tales objavila 4. studenoga 2016. Drugi singl s albuma, "Let Me Get There", na kojem je gostovao Kurt Vile, objavljen je 23. rujna te godine.
Sandoval je gostovala na pjesmi "I Don't Mind" Psychic Illsa, koja je objavljena 29. ožujka 2016. Četiri mjeseca poslije Massive Attack objavio je pjesmu "The Spoils" – to je njezina treća suradnja s tom skupinom (prethodno je gostovala na njegovim pjesmama "Paradise Circus" i "Four Walls"). Glazbeni spot za "The Spoils", u kojem se pojavljuje glumica Cate Blanchett, objavljen je 9. kolovoza.
Obradila je pjesmu "Big Boss Man" na albumu Bobbie Gentry's The Delta Sweete Revisited Mercury Reva.

## Stil na nastupima
Sandoval na koncertima uglavnom pjeva u gotovo potpunoj tami uz prigušena pozadinska svjetla i svira tamburin, usnu harmoniku ili glockenspiel ili se služi zvečkama. Poznata je po sramežljivosti. Na nastupima je opisana kao "povučena bez razloga; jedva obraća pozornost na publiku."

## Diskografija

### Mazzy Star
- She Hangs Brightly (1990.)
- So Tonight That I Might See (1993.)
- Among My Swan (1996.)
- Seasons of Your Day (2013.)

### Hope Sandoval and the Warm Inventions
- Bavarian Fruit Bread (2001.)
- Through the Devil Softly (2009.)
- Until the Hunter (2016.)

### Suradnje
Sandoval je surađivala s brojnim izvođačima na njihovim pjesmama.
- "Sometimes Always" sastava The Jesus and Mary Chain s albuma Stoned & Dethroned (1994.)
- "Perfume" sastava The Jesus and Mary Chain s albuma Munki (1998.)
- "Asleep from Day" skupine The Chemical Brothers s albuma Surrender (1999.)
- "Killing Smile" i "Help Yourself" sastava Death in Vegas s albuma Scorpio Rising (2002.)
- "All This Remains" Berta Janscha s albuma Edge of a Dream (2002.)
- "Cherry Blossom Girl (Hope Sandoval Version)" skupine Air (2004.)
- "Angels' Share" sastava Vetiver s albuma Vetiver (2004.)
- "Harmony" i "Papillon de Nuit" Le Volume Courbea s albuma I Killed My Best Friend (2005.)[upper-alpha 1]
- "Paradise Circus" sastava Massive Attack s albuma Heligoland (2010.)
- "Four Walls" sastava Massive Attack i Buriala (2011.)
- "Not At All" Dirt Blue Gene s albuma Watergrasshill (2013.)
- "I Don't Mind" sastava Psychic Ills s albuma Inner Journey Out (2016.)
- "The Spoils" sastava Massive Attack (2016.)
- "Big Boss Man" sastava Mercury Rev s albuma Bobbie Gentry's The Delta Sweete Revisited (2019.)